# Vincent Priessnitz

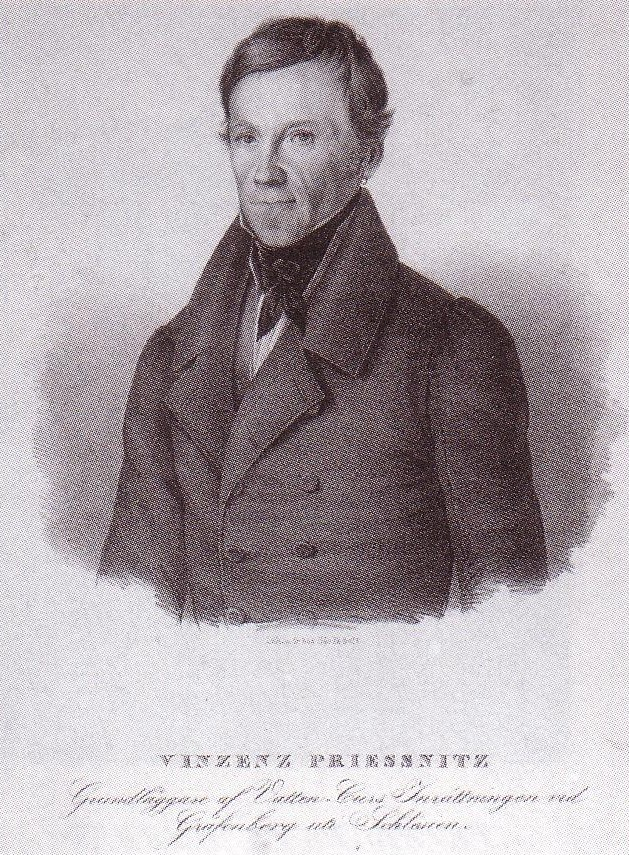
Vincent Priessnitz.

Vincent Priessnitz, también escrito Vincenz Prießnitz y Vincenz Prisnitz (Gräfenberg, Silesia austríaca —actual Lázně Jeseník, República Checa—, 4 de octubre de 1799-28 de noviembre de 1851), fue un agricultor y naturópata checo que originó la medicina alternativa usando hidroterapia y la «cura natural», e hizo hincapié en recursos naturales como el aire fresco y el agua de montaña sobre la medicina convencional. En el siglo XIX fundó un spa mundialmente famoso.

## Biografía
Nació en el seno de una familia dedicada a la agricultura y la ganadería. Fue el menor de los seis hijos del agricultor Franz Prießnitz (1753-1836) y de su esposa Theresia Kappel (1759-1825) 
Cuando tenía 8 años, tras la muerte de uno de sus hermanos, su padre, cuya salud visual había ido deteriorándose, perdió definitivamente la vista, y la dedicación del chico a las tareas de la granja le impidió asistir regularmente a la escuela y procurarse una educación formal.
Tal como él mismo relataba, siendo un adolescente, presenció un suceso que atrajo su atención sobre los efectos terapéuticos del agua fría. Se encontraba descansando bajo la sombra de un árbol al tiempo que vigilaba al ganado, cuando vio cómo un corzo herido en la pata lograba llegar, arrastrándose con dificultad, hasta la corriente de agua que brotaba de un manantial y se las ingeniaba para introducir la pata en el agua. Posteriormente observó cómo el animal regresaba al manantial varias veces más a lo largo del día y también los días posteriores, repitiendo dicho ritual hasta que la herida estuvo completamente curada.
Persuadido de las virtudes del agua fría como agente curativo, comenzó a utilizar esta en el tratamiento de algunas afecciones de los animales de la granja, con resultados satisfactorios.
A la edad de 17 años sufrió un grave accidente trabajando en la explotación familiar. El médico que le atendió estimaba muy alta la probabilidad de que quedara inválido de por vida y no pudiera volver a desempeñar su trabajo en la granja. Una vez iniciado el tratamiento prescrito por el médico, los intensos dolores que padecía y que no veía disminuir, lo llevaron a buscar un tratamiento alternativo; tras devolver las costillas lesionadas a su posición original, se vendó el pecho con compresas empapadas en agua fría que sustituía frecuentemente; sostuvo este tratamiento durante varios días experimentando una notable mejoría y no tardo mucho en encontrarse de nuevo al frente de las labores agrícolas.
Cuando se extendió el rumor sobre sus habilidades terapéuticas, los habitantes de la región empezaron a demandar a Priessnitz que tratara sus dolencias y, en 1818, instaló en casa de sus padres un pequeño establecimiento donde aplicar sus terapias. Su fama va creciendo y cada vez llegaron a Gräfenberg personas de lugares más lejanos con la esperanza de que Priessnitz los trate. Pronto, Priessnitz se ve en la necesidad de construir nuevas instalaciones para acoger a los visitantes.
Es importante recalcar que el método que Priessnitz desarrolló y perfeccionó durante toda su vida no estaba fundamentado únicamente en el uso del agua sino que abarcaba otros aspectos también considerados por él esenciales como la alimentación, el descanso, el aire puro y el ejercicio físico.
Hacia 1828 Priessnitz fue requerido para tratar la gota persistente que desde años atrás padecía la esposa del juez de la vecina población de Boehmischdorf y que los médicos llevaban tiempo tratando de aliviar sin resultados. Aunque la mujer era reacia a recurrir a los servicios del naturópata, ante la ausencia de resultados de las terapias anteriores, finalmente accedió a ser vista por Priessnitz. Las visitas a la dama permitieron a Vincent entablar relación con Sophie, la hija del juez y de su paciente. El 5 de febrero de 1828 Vincent y Sophie contrajeron matrimonio. Durante el resto de la vida de Priessnitz, Sophie representaría un apoyo vital para él, tanto en el plano psicológico como en el de la compleja gestión del establecimiento que regentaban. 
Paralelamente a su éxito, el recelo creció entre la comunidad médica. En 1829 Priessnitz fue acusado de curanderismo y condenado a varios días de prisión, aunque tras apelar éste, se suspendió la sentencia.
Nuevas quejas del estamento médico, no obstante, impelieron a las autoridades austriacas a enviar desde Viena a uno de sus oficiales, el Baron Turkheim, con objeto de inspeccionar el sanatorio regentado por Priessnitz. Tras su visita a Gräfenberg el Baron Turkheim, en quien la persona de Priessnitz causó una impresión muy positiva, emitió un informe favorable en el cual respaldaba el método terapéutico, el centro y a su impulsor. En 1838 la Oficina Imperial Central de Viena emitió una autorización que habilitaba explícitamente a Priessnitz para continuar con sus actividades.
En 1845 el emperador, archiduque Francisco Carlos de Austria, visitó el sanatorio y al año siguiente Priessnitz recibió la Medalla de Oro al Mérito Civil, la más prestigiosa condecoración otorgada en el Imperio austriaco.
Su creciente fama atrajo hasta Gräfenberg a pacientes provenientes de todos los puntos del globo. Sirva de ejemplo de ello la lista de nacionalidades que visitaron Gräfenberg durante 1847:[cita requerida]
De Prusia, 187 visitantes; Polonia, 156; Austria, 133; Hungría, 112; Inglaterra, 94; Bohemia, 78; Hamburgo, 52; Italia, 40; Rusia, 37; Moravia, 33; Silesia, 30; Norte América, 29; resto de Alemania, 28; Dinamarca, 22; Estiria, 13; Francia, 13; Escocia, 7; Sajonia, 7; Eslavonia, 5; Croacia, 4; Egipto, 4; Mecklenburgo, 4; Turquía, 4; Valaquia, 4; Baviera, 3; Bélgica, 3; España, 3;Laponia, 3; Suecia, 3; Transilvania, 3; Irlanda, 2; Perú, 2; Suiza, 2; Arabia, 1; Brasil, 1; Finlandia, 1; Holanda, 1; y Noruega, 1.
El número de visitantes anuales del establecimiento oscilaba, por aquel entonces, entre los 1000 y los 1500.
Los años 1846 y 1847 una terrible hambruna asoló gran parte de Europa. La humanidad de Priessnitz y de su esposa los urgió a adoptar un papel activo: durante este dramático periodo Priessnitz y su esposa proporcionaron alimento diario a varias decenas de personas y, en los momentos de mayor escasez, a varios cientos de ellas.
Tras meses de progresivo declive físico, Vincent Priessnitz falleció en su casa de Gräfenberg por causas que no están del todo claras el 28 de noviembre de 1851.

## Legado
En polaco, la palabra «prysznic», que se deriva del apellido de Priessnitz, significa «ducha».